# 擅長逃跑的殿下
《擅長逃跑的殿下》是日本漫畫家松井優征創作的歷史漫畫，於2021年1月25日起在《週刊少年Jump》連載。臺灣《寶島少年》2021年第8期起同步連載。本作是松井優征繼《暗殺教室》後時隔五年的新連載漫畫。描繪北条時行從鎌倉時代到室町時代生涯的歷史故事。截至2025年2月，單行本銷量已突破450萬冊。
本作獲得「全國書店店員推薦漫畫2022」第八名，2024年獲得第69屆小学馆漫画赏。

## 劇情概要
1333年，得宗北條家被足利尊氏帶兵滅門，鎌倉被奪，嫡子北條時行倖存，由信濃神職諏訪賴重收留並幫忙藏匿。賴重以略能預見未來的神力指點時行，並為他組織一批可靠的郎黨。時行有著逃跑的潛能，在躲避幕府勢力的調查，以及與盤據地方的惡勢力戰鬥時，其能力和智慧在多次緊要關頭中得到磨練和展現。賴重也暗地裡統合願為北條家而戰的軍隊，為日後發起兵變挑戰尊氏做準備。
1335年，隨著時機到來，時行在賴重的幫助下揭露身分，獲得眾人擁戴，發起中先代之亂向鎌倉進軍。同年，足利尊氏叛變，最終形成南朝與北朝的局勢。
1337年，時行加入南朝，與北畠顯家攜手作戰。

## 登場角色

### 逃少黨
北條時行（聲：結川麻希／大塚琴美（有聲漫畫））
本作主人公。得宗北條家的名門子弟。北條高時與正室所生的嫡子，因此雖是次子卻是未來的家督繼承者。不擅武藝，但有著躲藏與逃跑的傑出才能。為了隱人耳目，曾對外使用假身份「長壽丸」。將郎黨命名為「逃少黨」。
諏訪雫（聲：矢野妃菜喜／高木遙香（有聲漫畫））
賴重的養女，逃少黨成員。穿著巫女的裝束，在秘術與處理大小事務上有著優秀的天分，是賴重的得力助手，在吹雪離開逃少黨後兼任軍師一職。有些毒舌，即使是賴重也會毫不留情地吐槽，愛慕時行。賴重之後將她推薦給時行，作為其家臣的一員。其真實身分為諏訪的御左口神。
弧次郎（聲：日野麻里）
賴重推薦給時行的逃少黨成員之一。和時行同歲的少年。賴重評價他擅於使刀。同齡人中沒有對手，遲早要成為一名武將。出身根津一族，根津賴直的姪子。生父是工藤高景。
亞也子（聲：鈴代紗弓）
賴重推薦給時行的逃少黨成員之一。和時行同歲、但身高卻高出一大截的少女。有著一身怪力與各種才藝。愛慕時行。望月重信的庶女。
風間玄蕃（聲：悠木碧）
繼承了風間一族的稱號的少年盜賊。小時候由父親撫養長大，父親臨終前把自己的狐面送給了他，能透過狐面的特殊黏土塑造出人臉並模仿他們的面容。後來加入逃少黨。
吹雪（聲：戶谷菊之介）
優秀的軍師，善使雙刀，但容易飢餓。後來加入逃少黨。在小手指原之戰中揭露過去，其實他是出身自足利陣營的下級武士，於「足利學校」學得才能，後來因為不堪父親虐待式的訓練而弒父流亡。
於中先代之亂與尊氏決戰時，受到尊氏神力迷惑而加入敵營，因才能優秀被高師直收為養子並取元服名為「高師冬」，約十五年後和少主對決中被佛心鬼刃所殺。
夏
原屬「天狗眾」的女忍者。
秕
女戰士。先前在戰爭中被砍掉手指而無法握刀，而在鎌倉鄉下空虛度日。時行將她介紹給正宗，鑒於她腿力驚人，正宗為她打造足刀，讓她成為時行的戰力之一。

### 佐幕派

#### 諏訪家
諏訪賴重（聲：中村悠一／鈴木將之（有聲漫畫））
信濃國諏訪郡的神職，據說諏訪家為建御名方神的後裔。現為諏訪大社的大祝，同時也是御神體，具有能看見部分未來與操控天氣的神通力。諏訪家同時也是諏訪郡的領主，與得宗北條家的御內人。在鎌倉幕府滅亡後，因高時的遺命而收留了時行。但因為他怪誕的舉動讓時行總是稱他為「詐騙靈能師」。與兒子時繼決定投入戰爭後，為了避免諏訪明神因兩人戰死而斷絕，而先讓孫子頼嗣繼承。
北條軍於中先代之亂敗給尊氏後，賴重扛起戰爭起事者的責任而自刎身亡。自刎前將預知能力傳給雫、北條家傳家寶刀「鬼丸」交給時行，並與時行締結養父子關係。
諏訪盛高（聲：石黑史剛）}
諏訪家族成員，諏訪大社的解說員。
諏訪時繼（聲：石黑史剛）
賴重之子、兼諏訪大社的原下任當主。劍術精良，藉由存在感極低的特點潛伏於戰場。於中先代之亂中意圖刺殺尊氏未果，撤退後傷重而死。
諏訪賴嗣
時繼之子、賴重之孫。諏訪大社繼承人。個性驕縱。

#### 諏訪神黨
海野幸康（聲：楠大典）
諏訪神黨三大將之一，為一名獨眼的老將。仍是處子之身，藉由在腦中想著女性來強化自身戰鬥力。
根津賴直
諏訪神黨三大將之一，藉由老鷹來偵查戰場。
望月重信
諏訪神黨三大將之一，有著一身怪力。亞也子的父親。
保科彌三郎（聲：稻田徹）
川中島的諏訪神黨領袖。性格重情義但容易衝動。其部下多有詼諧怪異的長相。因無法忍受清原國司的暴政率眾起義，賴重因不願他死於毫無勝算的戰爭，派遣逃少黨助其撤退，卻不料對方死意堅決，在沒有援軍的情況下仍與國司正面衝突，後被時行斥責他的犧牲美學毫無意義才終於清醒，與四宮會合一同撤往北方。
四宮左衛門太郎（聲：神尾晉一郎）
川中島的諏訪神黨領袖，領地與保科相鄰而前來助陣。起義前曾建議保科暫時放棄領地南方合兵一處但未被接受，其後在時行幫助下終於說服對方，與他一同撤往北方。
常岩宗家
信濃北部北條砦代官。
犬甘知光
信濃府中深志砦代官。
牧九太郎
頭形似白蘿蔔的保科黨武士。
塚田木兵衛
小山與三
丸山角助
被弧次郎形容為方形臉的保科黨武士。
竹前新左衛門
表情緊繃時有大量集中線的保科黨武士。
土屋悪太郎
黑岩菊丸
結城三十郎
結城宗廣之子。和父親一樣喜歡殺人。
特徵為豆豆眼與十分淡定的表情。

#### 鎌倉幕府
北條泰家
時行的叔父，高時的弟弟。在圍攻中倖存下來，一段時間後與時行重逢。個人特色是內心想法會以文字顯示在額頭上。中先代之亂後下落不明，實際上被足利所俘。1337年，在杉本城之戰中被斯波家長當成人質，但獲時行等人救出。由於身體衰弱，之後在母親覺海尼的勸阻下退出戰爭。
三浦八郎
北條殘軍「鎌倉黨」首領，為了替滅亡的北條氏復仇而加入諏訪家叛亂的行列。
三浦時明
三浦八郎之兄。武藝高強且軍隊精良。其家族原為幕府御家人，卻因曾發動寶治合戰反叛北條家，而為時人唾棄為「惡犬」，元弘之亂時索性率族人投靠天皇。亂平後加入關東庇番第二組麾下，卻仍然不受直義重視。
時行進軍鎌倉時前來幫助直義，但被前來遊說的泰家看穿自己對背叛幕府之舉有愧後，決定重新為北條家效忠，成為擊潰直義的關鍵勢力。於中先代之亂末期與名越軍設下防線阻擊足利軍，卻被高師泰斬斷手臂戰敗，要求八郎離開北條去保全三浦家族後，傷重而亡，臨死前仍感激時行將自己的兒子送往足利方保護。
長崎駿河四郎
鎌倉幕府重臣之子。中先代之亂後秘密收留了時行一行人，又在1337年率領三千騎組成伊豆北條黨幫助他出征，時常憂慮與妻子生的兩子一女。
覺海尼
高時與泰家的母親，過去曾是鎌倉幕府最強勢的大人物，但最終因幕府的滅亡而隱居於伊豆的圓成寺。中先代之亂後秘密收留了時行一行人。
五大院宗繁（聲：伊丸岡篤）
得宗北條家的御內人。妹妹是高時的側室，邦時之母常葉前，有著能用太刀斬斷大樹的強悍腕力。在高氏反叛後，高時將邦時託付給他保護，但自己卻貪圖賞金，將外甥出賣給新田軍而導致邦時被斬首，其卑劣的舉止連義貞都大感不齒而被他趕走，因此流落街頭成為乞丐。最後為了獲得倒幕軍的賞識獨自搜捕時行，試圖將他交出以恢復原有的地位，卻反被時行擊敗斬首而死。
北條高時（聲： 田所陽向／林祐樹（有聲漫畫））
時行的父親，得宗北條家的當主，鎌倉幕府的執權。但權力其實都被御內人長崎圓喜（聲：高岡瓶瓶）、長崎高資（聲：草野峻平）父子掌握而成了傀儡總帥。在東勝寺合戰戰敗後自殺身亡。
北條邦時（聲：寺崎裕香／矢部仁美（有聲漫畫））
時行的同父異母哥哥，高時的長男。明白自己是側室所生而對繼承得宗北條家一事毫無興趣。鎌倉幕府敗亡後被舅父五大院宗繁出賣而被捕斬首。
名越高家（聲：玉井勇輝／軍司高希（有聲漫畫））
北條時家之子。與足利高氏一起出征征討反幕府集團，卻不料高氏突然背叛而在圍攻中戰死。
攝津親鑑（聲：關幸司／常盤昌平（有聲漫畫））
得宗北條家的御內人。明察鎌倉幕府的衰落而感到擔憂，並以此規勸想要嫁給時行的女兒清子（聲：松田颯水／赤星真衣子（有聲漫畫））。高時戰敗後隨主君自殺身亡，清子亦被搶掠的亂軍殺害。
名越高邦
名越高家之子，少年英雄，率領養精蓄銳的北條軍主力部隊，擅長使槍。北條奪回鎌倉後，帶兵在前線抵禦足利尊氏的大軍，卻很快就全軍覆沒。

### 足利家勢力
足利高氏→足利尊氏（聲：小西克幸／野澤英義（有聲漫畫）、櫻井みゆき〈幼年〉）
鎌倉幕府的御家人。文武雙全而備受尊敬，人們皆以英雄來看待他。奉高時之命負責鎮壓倒幕派而與名越高家一起出征，實則與後醍醐天皇串通，突然反叛幕府，最後將鎌倉幕府滅亡。倒幕成功後得受天皇偏諱而改名為尊氏。雖然看似一心奉公，還將屬下全數派遣至朝廷聽其任命，但作品中偶爾會展現非人的一面。在中先代之亂和之後的戰爭中，尊氏藉由莫名其妙、無法解釋的魅力迷惑敵軍投靠，扭轉原本沒有贏面的局勢。
根據賴重的說法，尊氏是帶著其祖父足利家時的怨念所誕生的預言之子，擁有比賴重更強大的神力，也因此賴重無法預見雙方開戰之後的未來。
足利直義（聲：古川慎、野村香菜子〈幼年〉）
尊氏的弟弟，於鎌倉幕府滅亡後，帶領關東庇番留在當地執政，個性沉著冷靜，曾在大批叛黨圍攻下仍能安座辦公，但自認不擅長打仗。
中先代之亂，庇番成員多數陣亡後自知難以抵抗，遂親自出面論戰時行，成功使官僚、家眷撤往後方，臨走前令部下淵邊義博殺死護良親王。
澀川賴子
直義之妻。澀川義季的姊姊。
高師直（聲：宮內敦士）
尊氏的執事。從高氏的青少年時期就開始服侍他，對主君的照顧可謂無微不至，能在主導政事、軍務的同時，親身處理尊氏的三餐起居，手下還掌管著名為天狗眾（天狗衆）的忍者集團。
高師泰（聲：山口良）
師直的弟弟，慣用武器為一把形似青龍刀的薙刀。其武勇於足利家中可謂首屈一指，屢屢配合師直的戰略擊潰敵將。
佐佐木道譽
尊氏手下的策士。內心城府極深導致陽光都無法照亮他全黑的臉。年輕時曾與高氏一同出家，直至現今仍然穿著僧人裝扮。本為鎌倉幕府舊臣，元弘之亂時與高氏一同背叛幕府，因而得以進入京都掌權。
魅摩
道譽的女兒。在時行等人潛入京都時首次出場。擁有神力，可以用此操控賭博結果。北條奪回鎌倉後，駕馭強風使鎌倉大佛殿倒塌，摧毀名越高邦的一半戰力。
足利義詮
尊氏的嫡子。年僅三歲便被父親送往義貞處作為出兵的籌碼，四年後正式登場。與家長一同鎮守鎌倉。天生資質平庸，在與顯家的戰爭中不願撤離鎌倉，反被家長利用作為保全直義的棋子。
足利直冬
尊氏的庶子，笑容與父親如出一轍的少年，幼年出家於東勝寺並為合戰中自殺的北條一族超渡。他懷抱著為父親效力的心願，但有介於庶子的身分而一直猶豫不決，杉本城之戰後受到重返鎌倉的時行鼓勵才終於出發。
因為「染上了尊氏不喜歡的臭味」而被尊氏討厭，看不下去的直義收直冬為養子，並給予官位。
高重茂
師直、師泰之弟。
高師世
高師泰之子。
高師夏
高師直之子。
饗庭命鶴丸
尊氏的寵童。被玄蕃形容長得有點像時行。
上杉重能
上杉憲顯之兄。屬直義派。
收憲顯之子能憲、憲将為養子。
師直派發動「御所卷」後被殺。

#### 關東庇番
澀川義季
一番組筆頭，足利直義的小舅子。武器是極長的刀「千里薙」。堅持戰鬥要按照武士規矩，容易被他認為的「卑鄙行為」激怒，進而使出威力驚人的砍擊。在女影原之戰被弧次郎擊敗，傷重而死。
岩松經家
二番組筆頭。愛好女色。武器是一把奇形怪狀的大刀「艷喰」。在女影原之戰企圖偷襲北條軍後方擄走女眷卻被識破，遭吹雪和望月聯手擊殺，死前表明對自己窮奢極慾的一生無怨無悔。
上杉憲顯
二番組副頭。實驗家，透過技術將普通人改造成能夠作戰的「人造武士」。長尾景忠是他關注的實驗品。
長尾景忠
二番組隊員，為上杉製造完美武士的實驗品。原是貴族，但其家族在寶治合戰與北條氏對立而滅亡，因此流落民間被上杉家收留。
一色頼行
四番組筆頭。
石塔範家
五番組筆頭。在眾筆頭中顯得較為正常，但迷戀著內心幻想的天女鶴子，以她作為自己變強的動力，並將她畫在自己的盔甲上。在女影原之戰被亞也子打敗後自盡。
吉良滿義
六番組筆頭。喜歡吃雜草。語尾帶有「w」。
斯波孫二郎→斯波家長
庇番眾寄騎，為尾張守護斯波高經之子，出場時雖尚未元服卻工於心計，甚至會算計隊友使他們能充分發揮自身長處。1337年，在杉本城之戰中與時行和顯家正面對決，與時行單挑時被殺，享年17歲，但已將對未來的計策交付給上杉憲顯。
今川範滿
庇番眾寄騎。戴著馬頭，對馬有著幾近病態的喜好。原本是騎術優秀的武士，但愛馬之死導致他喪心病狂。戰鬥方式是以優秀騎術激發平庸馬匹的潛能，在平地戰場橫衝直撞，一旦馬匹力盡死亡就馬上回到友軍陣地換新馬。在小手指原之戰與時行對決，卻被吹雪突擊連中數刀墜馬，死前終於意識到自己的瘋狂連累了部下，遂命他們斬下自己的頭顱撤退。

#### 足利方其他將領
岩松四郎
岩松經家之兄，喜好虐貓。對於更受重視的弟弟有強烈嫉妒心，意圖搶先打敗諏訪叛軍以超越經家，卻因錯估對方召集的兵力慘遭秒殺。
小山秀朝
下野國大名，於中先代之亂前來援助直義。與吉良、直義計畫以河川地形和兵力優勢夾擊北條軍，殊不知卻引來三大將與己方兩倍的兵力強攻戰敗，遭望月擊敗重傷而亡。
淵邊義博
直義手下的將領。臉上總是掛著笑容。負責監視被監禁的護良親王，但後來卻奉命將他殺害，因此被對方譏笑為「終身榮譽逆賊」。杉本城之戰前於朝夷奈切通阻擋顯家，結果在企圖襲擊時行後背時，遭弧次郎斬去半顆頭顱而死，死後還被誤認為雜兵。
今川賴國
駿河、遠江守護，範滿的兄長，為戴著牛頭的怪人，擅長出奇不意但較範滿正常的騎兵戰術。中先代之亂與高氏兄弟一同突破名越的防線並輕易斬殺高邦，惟高邦之母為今川族人之故而收留其弟。後與北條軍對戰時，率大量騎兵組成馬筏強渡相模川，卻在途中被保科黨截住側翼，進退兩難之下被逃少黨圍攻戰死。
赤松則村
播磨國守護，在京都戰敗後為撤往九州的尊氏斷後。
桃井直常
頂著飛機頭，有著流氓氣息的足利方將領，武器為鬼金棒，杉本城之戰作為家長的第一道防線登場。過去女影原之戰時曾對僅十歲的亞也子一見鍾情，夢想著將他擄走娶為妻子。
土岐頼遠
美濃國守護，體格和氣力都遠遠超出人類的規格，在足利與顯家的戰爭中參戰。猶子長山頼基也氣力過人，在他麾下作戰。
在大德王寺城之戰中，右臂中了時行一箭後變得有些不聽使喚，某次與部下醉酒後在路上遇到光嚴院車隊，下令向車隊攻擊，將載有光嚴院的御車連帶拉車的牛丟到一旁的樹上，事後在朝廷(北朝)的要求下由直義率桃井等人追擊殺死。
細川顯氏
足利一門眾出身的武將。身材肥胖。因屢屢敗於正行而被師直辱罵為豬。
畠山高國
足利方將領。留著落腮鬍。
仁木義長
足利一門眾出身的武將，外表尖嘴猴腮，左臉頰有十字傷疤。性情殘暴嗜血。曾在多多良濱之戰殺到甲冑、座馬染滿鮮紅。石津之戰出馬對戰宗廣，卻被其無可比擬的變態程度嚇傻。

### 南朝

#### 朝廷中央
後醍醐天皇（聲：小松史法）
日本第九十六代天皇，本名尊治。為了讓公家與天皇能取代幕府直接統治天下而與足利高氏暗中聯手，最後成功消滅鎌倉幕府。事後雖對高氏讚賞有加，卻也擔憂其野心而不願賜予征夷大將軍之位。
護良親王（聲：鈴木崚汰）
後醍醐天皇之子，為討幕派的指揮官之一，具有領袖才能。認為背叛幕府的尊氏過於危險而企圖暗殺對方，失敗後遭到幽禁。直義失守鎌倉後，被淵邊義博奉直義之命所殺，象徵足利跨過再也不能回頭的底線。
義良親王→後村上天皇
後醍醐天皇第七子，登場時僅九歲。
楠木正成（聲：鈴村健一）
知名的戰爭英雄，與時行同為擅於逃跑之人，元弘之亂時前來響應天皇的豪族武將，當時僅以少量兵力便擋住幕府大軍，時行前往京都曾遇到他並受其指點迷津。
有時會做出點頭哈腰與賊眉鼠眼的動作，用於裝弱與觀察。
111話出面討伐再度反叛的尊氏，並與顯家用計將他誘入京城中擊潰。但不久尊氏率領十倍於己的九州大軍捲土重來，正成提出以遷都為餌故技重施，卻反被天皇以顧及威嚴拒絕，自知勝算渺茫的他只能勸天皇以時行為鑑回想自己的初衷。後在湊川之戰與尊氏的單挑中戰死。
多聞丸→楠木正行
正成的長子，生性血氣方剛。於湊川之戰前尚未元服，但由於父親希望他珍惜生命，遂以時行之名分別為他與弟弟正時取名。
北畠親房
顯家的父親，原是統治奧州的公家官員，幕府滅亡後被天皇召回京都。
坊門清忠（聲：越後屋浩介）
公卿，被稱為忠實於後醍醐天皇的馬屁精。過度顧忌輿論，當眾反對正成的遷都之策而招致對方的怨恨。
西園寺公宗
公卿，因為不滿天皇政權而與北條泰家密謀暗殺後醍醐天皇，但最後事跡敗露而被名和長年、結城親光逮捕，被處死前警告兩人的榮華乃倚靠聖上得來，不會長久。而正如他所言，湊川之戰後兩人皆戰死。
名和長年、結城親光、千種忠顯
後醍醐天皇的親信武將，與正成合稱「三木一草」，前兩位於逮捕西園寺時登場。正成戰死後為了掩護天皇逃跑，三人皆戰死沙場。

#### 奧州軍
北畠顯家
坐鎮奧州的年輕公家，勇猛強悍，箭術精湛。受天皇請託而來到時行的藏身處，確認忠誠後將他納入麾下。手下士兵主要是言行粗俗的奧州人，將領有伊達行朝、結城宗廣和南部師行，以及宇都宮公綱。1337年率兵攻打鎌倉，攻下鎌倉後繼續往京都進軍。
於石津之戰擊敗高師直，但之後被喬裝來援的尊氏以薙刀「骨喰」連帶南部師行一同貫穿，傷重死亡。
春日顯國
顯家的執事，與他同為公家。
伊達行朝
奧州軍戰鬥指揮官，眾奧州武士中少見的普通人，被逃少黨認為和存在感低的時繼有相同特質。
結城宗廣
顯家麾下的奧州武將，親光的父親，其么子三十郎（さんじゅうろ，聲：ソンド）也是保科的怪人部下之一。特徵為豆豆眼與十分淡定的表情，使用一把帶鋸齒的七支刀為武器。對顯家有極高的忠誠心，但同時卻是不分男女老少的重度殺人魔，甚至導致兒子們看不慣而全都離家出走。對於天皇不顧奧州疲弊，堅持要顯家出兵對抗足利感到不以為然，因此在軍隊缺糧時殺死覬覦秕女色的糧倉管理員，大肆掠奪南朝方領地。
南部師行
顯家麾下的奧州武將，樣貌迥異於大和民族，有著很重的方言腔調，需要翻譯才能與他人對話，經常仗著語言隔閡大肆嘲諷逃少黨。
宇都宮公綱
譽為「坂東第一弓取」的老將，有著連楠木正成都避開與他交戰的氣魄，但實際上皆是靠著部下為了掩飾他已罹患失憶症，而奮力進攻造成的誤會。

#### 新田軍
新田義貞
上野國的御家人。響應高氏反叛幕府的舉動，加入後醍醐天皇一方，與高氏之子聯手佔領了鎌倉。武藝高強但頭腦簡單，頭的旁邊總是有個「？」圖案。
遭遇足利陣營的伏擊導致額頭中箭後，「？」圖案一度轉變成「！」，爬起來將伏兵殺光後變回「？」後死亡。
德壽丸→新田義興
義貞的次子。個性和父親一樣單純，「？」圖案也如出一轍。在杉本城之戰的顯家陣營與時行相識，很崇拜時行。堀口貞滿與畑時能在旁輔佐他。
新田義宗
義興的弟弟。頭旁邊的圖案是「≠」(參184話)。

#### 其他
菊池武敏
九州的天皇派武將，留著八字鬍。於多多良濱之戰率三萬部眾迎戰僅五百人的足利軍，結果士兵被尊氏的神力迷惑而全員投降，此戰敗北導致西國、九州的地方勢力全數投靠尊氏。

### 信濃國
小笠原貞宗（聲：青山穰）
信濃國守護，其長相為作者參考演員阿部寬畫成，但卻故意將雙眼浮凸成近乎脫窗。文武雙全的武士，不僅有著以驚人視力與觀察力得來的弓術，其整理的禮法也受後人推崇。早年曾欽羨諏訪賴重在信濃崇高的地位而心懷挑戰他的野心，元弘之亂時站在倒幕方作戰而被任命為守護，開始憑上司權勢要求諏訪家搜查幕府餘黨。
市河助房（聲：山本高廣）
信濃國守護輔佐。有著聽力極佳的大耳朵。但對於清原信濃守的施政無能和糟糕的指揮感到憤怒
瘴奸（聲：東地宏樹）
強盜集團「征蟻黨」的首領，受徵招而加入貞宗麾下。個性暴虐冷血。實名為平野將監，原是武士家族的么子，因無法繼承家土憤而出走，落草成為惡黨以擄掠、販賣幼童為生。曾因緣際會加入楠木正成響應元弘之亂的行列，但兩人因一時戰敗而失聯，後輾轉來到信濃。
在與時行第一次交手後，開始因為手下的無辜亡魂而充滿罪惡感。最終被時行斬殺。
清原信濃守（聲：勝杏里）
信濃國司，名字不詳，為貞宗、市河名義上的上司。由於施政無能又是京都派遣的貴族官員，對信濃情勢一竅不通而將當地人民視作北條餘孽，以重稅、任意處決壓榨，導致他們恨意與日俱增。
1334年春，其暴政引發川中島的諏訪神黨起義，原本握有絕對的軍力優勢，卻在逃少黨的干擾與其糟糕的指揮下無法取勝，次日更不顧市河勸阻，派米丸追擊撤退的保科黨導致他白白送死，其後被吹雪趁大霧突擊戰意全失。
和田米丸（聲：武田幸史）
率領信濃國衙近衛的將軍，言行粗暴、人高馬大的巨漢。深知國司空有野心卻毫無能力，打算憑藉其權威稱霸信濃。川中島戰役時被國司派遣追殺撤退的保科黨，結果卻被玄蕃冒充號令導致手下軍隊亂作一團而全滅，自己則在與弧次郎對戰時，一時大意被敵兵拉下座馬，面部被斬裂而死。
小笠原政長
小笠原貞宗之子。眼球看起來比父親小很多，其他外觀特徵大致與父親相同。

### 平民
五郎正宗
鎌倉的著名鍛刀師，著迷於製造奇特的兵器，會根據一個人的特性來設計武器。

## 出版書籍
| 卷數 | 集英社 | 集英社        | 集英社                 | 東立出版社   | 東立出版社                   | 東立出版社                                                  |
| 卷數 | 副標題 | 發售日期      | ISBN                   | 副標題       | 發售日期                     | ISBN                                                        |
| ---- | ------ | ------------- | ---------------------- | ------------ | ---------------------------- | ----------------------------------------------------------- |
| 1    |        | 2021年7月2日  | ISBN 978-4-08-882710-0 | 滅亡1333     | 2022年5月9日 2022年5月16日   | ISBN 978-957-26-9000-0（首刷限定版） ISBN 978-957-26-8704-8 |
| 2    |        | 2021年8月4日  | ISBN 978-4-08-882734-6 | 小笠原1333   | 2022年9月23日 2022年9月30日  | ISBN 978-957-26-9954-6（首刷限定版） ISBN 978-957-26-8705-5 |
| 3    |        | 2021年11月4日 | ISBN 978-4-08-882793-3 | 惡黨1334     | 2022年10月28日 2022年11月4日 | ISBN 978-626-347-257-0（首刷限定版） ISBN 978-957-26-8706-2 |
| 4    |        | 2022年1月4日  | ISBN 978-4-08-883010-0 | 渴求生存1334 | 2022年12月2日 2022年12月9日  | ISBN 978-626-347-475-8（首刷限定版） ISBN 978-957-26-8707-9 |
| 5    |        | 2022年4月4日  | ISBN 978-4-08-883073-5 | 問答1334     | 2023年1月13日                | ISBN 978-626-347-674-5（首刷限定版） ISBN 978-957-26-9241-7 |
| 6    |        | 2022年6月3日  | ISBN 978-4-08-883184-8 | 京都1335     | 2023年2月17日 2023年2月24日  | ISBN 978-626-347-808-4（首刷限定版） ISBN 978-957-26-9730-6 |
| 7    |        | 2022年8月4日  | ISBN 978-4-08-883198-5 | 中先代1335   | 2023年3月27日 2023年3月31日  | ISBN 978-626-360-366-0（首刷限定版） ISBN 978-626-347-214-3 |
| 8    |        | 2022年11月4日 | ISBN 978-4-08-883291-3 | 自報名號1335 | 2023年4月21日 2023年4月28日  | ISBN 978-626-360-367-7（首刷限定版） ISBN 978-626-347-781-0 |
| 9    |        | 2023年1月4日  | ISBN 978-4-08-883423-8 | 女影原1335   | 2023年5月29日 2023年6月5日   | ISBN 978-626-360-669-2（首刷限定版） ISBN 978-626-360-282-3 |
| 10   |        | 2023年4月4日  | ISBN 978-4-08-883438-2 | 大賽馬1335   | 2023年8月21日 2023年8月28日  | ISBN 978-626-372-352-8（首刷限定版） ISBN 978-626-360-777-4 |
| 11   |        | 2023年6月2日  | ISBN 978-4-08-883561-7 | 鎌倉1335     | 2024年1月22日                | ISBN 978-626-372-619-2（首刷限定版） ISBN 978-626-372-411-2 |
| 12   |        | 2023年9月4日  | ISBN 978-4-08-883635-5 | 天下人1335   | 2024年5月6日 2024年5月13日   | ISBN 978-626-372-621-5（首刷限定版） ISBN 978-626-372-620-8 |
| 13   |        | 2023年11月2日 | ISBN 978-4-08-883693-5 | 擅長逃跑1335 | 2024年6月24日 2024年6月28日  | ISBN 978-626-02-0633-8（首刷限定版） ISBN 978-626-02-0521-8 |
| 14   |        | 2024年2月2日  | ISBN 978-4-08-883823-6 | 公家之戰1337 | 2024年8月2日 2024年8月9日    | ISBN 978-626-02-0634-5（首刷限定版） ISBN 978-626-02-0635-2 |
| 15   |        | 2024年4月4日  | ISBN 978-4-08-883883-0 | 斯波家長1337 | 2024年10月14日               | ISBN 978-626-02-2592-6（首刷限定版） ISBN 978-626-02-1641-2 |
| 16   |        | 2024年7月4日  | ISBN 978-4-08-884111-3 | 錯亂1338     | 2024年12月9日 2024年12月16日 | ISBN 978-626-02-2594-0（首刷限定版） ISBN 978-626-02-2593-3 |
| 17   |        | 2024年9月4日  | ISBN 978-4-08-884168-7 | 土岐頼遠1338 | 2025年5月19日 2025年5月26日  | ISBN 978-626-02-3209-2（首刷限定版） ISBN 978-626-02-2955-9 |
| 18   |        | 2024年12月4日 | ISBN 978-4-08-884285-1 | 總管1338     | 2025年6月5日 2025年6月12日   | ISBN 978-626-02-4009-7（首刷限定版） ISBN 978-626-02-4008-0 |
| 19   |        | 2025年2月4日  | ISBN 978-4-08-884395-7 | 百花繚亂1338 | 2025年8月18日                | ISBN 978-626-02-4514-6                                      |
| 20   |        | 2025年5月2日  | ISBN 978-4-08-884514-2 |              |                              |                                                             |
| 21   |        | 2025年7月4日  | ISBN 978-4-08-884569-2 |              |                              |                                                             |

## 電視動畫
第1季於2024年7月6日到9月28日播放。2024年10月7日宣布製作第2季。

### 製作人員
- 原作：松井优征（集英社 JUMP COMICS刊）
- 導演：山崎雄太
- 劇本統籌：富田赖子
- 角色設計、总作画监督：西谷泰史
- 副导演：川上雄介
- 道具设计：
- 副角色設計：高桥沙妃
- 色彩设计：中島和子
- 美术监督：
- 美术设定：taracod、takao
- 建筑考证：鸥利一
- 排版：濱祐斗
- 特殊效果：入佐芽詠美
- 摄影监督：佐久間悠也
- CG总监：有泽包三、宫地克明
- 編輯：平木大輔
- 音响监督：藤田亚纪子
- 音响效果：三井友和
- 音乐：GEMBI、立山秋航
- 音樂製作人：山内真治
- 音樂導演：安谷屋光生、吉原杏菜
- 音乐制作：Aniplex
- 動畫製作人：梅原翔太
- 动画制作：CloverWorks[32]
- 製作：擅长逃跑的殿下制作委员会（Aniplex、集英社、TOKYO MX、BS11、CloverWorks）

### 主題曲
第1季
片頭曲Plan A
作曲、演唱：DISH//，作詞：北村匠海，編曲：新井弘毅，協力：田坂健太
片尾曲鎌倉STYLE
作詞、作曲、編曲、演唱：ぼっちぼろまる

### 各話列表
| 第一回           | 5月22日    | 富田賴子 | 山崎雄太   | 山崎雄太   | 西谷泰史                                                                                      | 2024年 7月6日 |
| 第二回           |            | 富田賴子 | 川上雄介   | 川上雄介   | 伊藤优希                                                                                      | 7月13日       |
| 第三回           |            | 富田賴子 | 舟洼理治   | 舟洼理治   | 宫内崇、三轮修平                                                                              | 7月20日       |
| 第四回           | 贞宗登场！ | 枦山大   | 小室裕一郎 | 小室裕一郎 | 富田真理                                                                                      | 7月27日       |
| 第五回           |            | 山崎莉乃 | 倉田綾子   | 倉田綾子   | 吉野彰敏                                                                                      | 8月3日        |
| 第六回           |            | 山崎莉乃 | 菊地陽子   | 菊地陽子   | Nogya                                                                                         | 8月10日       |
| 第七回           |            | 富田賴子 | 小室裕一郎 | 友田康     | 、吳亭頤、黃鄧依姍、 日堯、劉玟萱、李育蓁                                                     | 8月17日       |
| 第八回           | 捉迷藏戰爭 | 枦山大   | 川上雄介   | 川上雄介   | 鈴木咲花、伊藤優希                                                                            | 8月24日       |
| 第九回           | 我的佛祖   | 枦山大   | 今井有文   | 今井有文   | 、永山步美、富田真理                                                                          | 8月31日       |
| 第九·五回 總集篇 | 歷史       | 不適用   | 不適用     | 不適用     | 不適用                                                                                        | 9月7日        |
| 第十回           |            | 富田賴子 | 舟窪理治   | 舟窪理治   | 高橋沙妃、Nogya、三輪修平、 高野綾、、進藤麻耶、 富田真理、有間涼太、宮內崇                   | 9月14日       |
| 第十一回         |            | 山崎莉乃 | 平峯義太   | 平峯義太   | 谷本馨、吉野彰敏                                                                              | 9月21日       |
| 第十二回         |            | 山崎莉乃 | 山崎雄太   | 山井翠     | 、高橋沙妃、進藤麻耶、 宮内崇、三輪修平、富田真理、 h.s、永山步美、有間涼太、 Nogya、高野綾、 | 9月28日       |

### BD＆DVD
| 卷數  | 發行日期       | 收錄話數        | 規格編號      | 規格編號      |
| 卷數  | 發行日期       | 收錄話數        | BD            | DVD           |
| 第1季 | 第1季          | 第1季           | 第1季         | 第1季         |
| ----- | -------------- | --------------- | ------------- | ------------- |
| 1     | 2024年9月25日  | 第1話 - 第2話   | ANZX-17561/2  | ANZB-17561/2  |
| 2     | 2024年10月30日 | 第3話 - 第4話   | ANZX-17563/4  | ANZB-17563/4  |
| 3     | 2024年11月27日 | 第5話 - 第6話   | ANZX-17565/6  | ANZB-17565/6  |
| 4     | 2024年12月25日 | 第7話 - 第8話   | ANZX-17567/8  | ANZB-17567/8  |
| 5     | 2025年1月29日  | 第9話 - 第10話  | ANZX-17569/70 | ANZB-17569/70 |
| 6     | 2025年2月26日  | 第11話 - 第12話 | ANZX-17571/2  | ANZB-17571/2  |

## 迴響
本作獲得下一部漫畫大獎2021的第6位。
2021年11月，官方宣布包含電子版在內的單行本銷量已突破50萬。2022年6月，含電子版在內單行本銷量突破100萬。2023年3月，含電子版在內單行本銷量突破150萬。2023年11月，單行本（不含電子版）銷量突破200萬。2025年2月，單行本銷量突破450萬。

## 外部連結
- 《擅長逃跑的殿下》週刊少年JUMP官方網站 （页面存档备份，存于）（日語）
- 《擅長逃跑的殿下》官方網站 （页面存档备份，存于）（日語）
- 《擅長逃跑的殿下》的X（前Twitter）
- YouTube上的WJ新連載『逃げ上手の若君』公式PV
  - YouTube上的【少年ジャンプ新連載】『逃げ上手の若君』TVCM【松井優征】
  - YouTube上的【漫画】『暗殺教室』の松井優征が描く歴史上の逃亡譚！英雄の物語が幕を開ける！『逃げ上手の若君』１話 前編【ジャンプ/ボイスコミック】
  - YouTube上的【漫画】『暗殺教室』の松井優征最新作‼後に英雄となる少年の激動の生涯が始まる...！『逃げ上手の若君』１話 後編【ジャンプ/ボイスコミック】
- 電視動畫《擅長逃跑的殿下》官方網站 （页面存档备份，存于）（日語）
- 電視動畫《擅長逃跑的殿下》的X（前Twitter）